# Гречкино № 1
Гречкино № 1 — заповедное урочище геологического типа. Находится в Старобешевском районе Донецкой области. Статус заповедного урочища присвоен решением Донецкого областного исполкома № 155 от 11 марта 1981 года. Площадь — 1,5 га.
Урочище расположено около села Васильевка вдоль берега реки Кальмиус. Территория урочища представляет собой целинные каменистые земли. Место произрастания аистника Бекетова. Флористический список представлен участками пертрофитной растильности, разнотравной и типчаково-ковыльной степи.
Урочище находится в балке Гречкино. В ней — каменистые гряды с тонким почвенным покровом. Встречаются обнажения гранитов.